# Adriana Moniz
Adriana Moniz é uma atriz e dobradora portuguesa. Destacam-se os prémios que ganhou com as suas interpretações nas seguintes curtas-metragens:
- Calipso (2018): Prémio de Melhor Atriz no Festival Shortcutz, Viseu, 2020.[2]
- Calipso (2018): Prémio de Melhor Atriz no Festival Hrizantema, Sérvia, 2018.[2]
- Häuschen - A Herança (2019): Prémio de Melhor Atriz no Festival Shortcutz, Viseu, 2020.[3]
- Red Queen (2018): Honorable Mention for Best Acting Duo, Independent Short Awards, Los Angeles, 2020.[4]
- Red Queen (2018): Prémio de Melhor Atriz no festival Catfish Shorts, Londres, 2019.[5]

## Carreira
A actriz iniciou sua carreira em 2005, dando vida à personagem Sara da telenovela Dei-te Quase Tudo.

### Televisão
- 2005 - Interpretou a personagem Sara em Dei-te Quase Tudo.[1]
- 2007 - Interpretou a personagem Alice Carroça (jovem) em Ilha dos Amores.
- 2007 - Interpretou a personagem Alexandra (Xana) Pinto em Deixa-me Amar.[1]
- 2008 - Interpretou a personagem Ana em Casos da Vida.
- 2008 - Interpretou a personagem Natacha em Feitiço de Amor.[1]
- 2011 - Interpretou a personagem Alzira Santos (em jovem) em Rosa Fogo.

### Teatro
- 2010 - peça "juramentos indiscretos" de marivoux - peça distinguida pela associação de criticos[7]
- 2014 - peça " uma noite de guerra no museu do prado" de Rafael Alberti

### Cinema
- 2018 -  Calipso (curta-metragem)[8]
- 2019 - Häuschen – A Herança (curta-metragem)[9]

### Dobragens
- 2019 - Sra. Ann Possible em Kim Possible
- 2015 - Lou Hockhauser em Bunk'd
- 2017 - Tia Victoria em Coco
- 2017 - Mavis Dracula em Hotel Transylvania: A Série
- 2017 - Cassandra em Entrelaçados: A Série
- 2017 - Dendy em OK K.O.! Let's Be Heroes
- 2016 - Ben Tennyson em Ben 10
- 2015 - Chris Thorndyke, Rouge the Bat, Maria Robotnik em Sonic X (Dobragem Panda BIGGS)
- 2015 - Star Butterfly em Star Contra as Forças do Mal
- 2012 - Wendy Corduroy em Gravity Falls
- 2012 - Ally Dawson em Austin & Ally
- 2011 - Dennis em Kid vs. Kat
- 2020-Amity Blight em The Owl House